# Ettore Cordiano
Ettore Cordiano (Messina, 1923 – Torino, 22 febbraio 1998) è stato un ingegnere automobilistico italiano.
Ha lavorato principalmente per Fiat e I.De.A Institute ed è noto per il concetto tecnologico che consente la disposizione trasversale del motore e la trazione anteriore, oggi standard in molti segmenti automobilistici.

## Biografia
Cordiano iniziò gli studi nel 1944 al Politecnico di Torino e, dopo un corso di progettazione automobilistica, si specializzò in tecnologia motoristica. Tramite un reclutatore alla ricerca dei migliori ingegneri, fu assunto dalla Fiat, mentre stava ancora studiando per il dottorato.
Dopo aver iniziato a lavorare in Fiat nel 1948, Cordiano trascorse un paio d'anni presso la filiale di Heilbronn (Germania), dove i migliori ingegneri dell'Ufficio Tecnico Fiat Automobiles venivano inviati ad acquisire esperienza nello sviluppo automobilistico. Nel 1956, Cordiano divenne responsabile a pieno titolo del Centro Studi di Heilbronn. Nel frattempo aveva imparato la lingua tedesca.
Dal 1958 al 1966, Cordiano fu direttore del dipartimento di ricerca e sviluppo avanzata, lavorando a stretto contatto con Dante Giacosa, ingegnere capo della Fiat dal 1946.
Nel 1966, Cordiano divenne direttore del consiglio di sviluppo e pianificazione prodotto delle autovetture Fiat. Dopo il pensionamento di Dante Giacosa nel 1970, ne prese il posto e divenne l'ultimo responsabile dell'ingegneria di Fiat Auto.

### Traguardi professionali
Intorno al 1960, Cordiano ebbe l'idea di istituire centri di scouting e ricerca in quelli che erano considerati i tre paesi leader nel settore automobilistico: Stati Uniti (Detroit), Giappone (Tokio) e Germania (Heilbronn). Lì, il personale Fiat avrebbe potuto lavorare a stretto contatto con culture e creativi di altre parti del mondo, dove si producevano progetti che un tempo avrebbero avuto successo.
Più o meno nello stesso periodo, Giacosa decise di riprendere il suo progetto di sviluppo della trazione anteriore (abbandonato nel 1947) perché presentava numerosi vantaggi per le auto di piccole e medie dimensioni, soprattutto se costruite con motore e cambio posizionati trasversalmente. Ma per vari motivi non voleva utilizzare la soluzione già in produzione sulla Mini della BMC, dove la trasmissione è sotto il motore e entrambi condividono la coppa dell'olio. Posizionare motore e trasmissione in linea, ma con sistemi di lubrificazione separati, avrebbe creato un'unità troppo larga per un vano motore di dimensioni normali. Cordiano raccolse la sfida e costruì un sistema di frizione circa 40 mm più compatto del normale, riducendo così la larghezza dell'unità della stessa dimensione (alcune fonti riportano addirittura un guadagno di 100 mm). Sebbene Giacosa fosse il padre del concetto generale, questa soluzione rivoluzionaria di Cordiano può essere vista come la chiave della trazione anteriore con motore e cambio trasversali, con coppe dell'olio separate, che divenne lo standard per la maggior parte delle auto ICE di piccole e medie dimensioni a partire dagli anni '70. Debuttò sull'Autobianchi Primula del 1964.
Altre soluzioni ingegneristiche automobilistiche sviluppate da Cordiano, per le quali ottenne brevetti, sono: un sistema frenante idraulico, un servosterzo a cremagliera, un dispositivo elettronico per l'indicazione del regime motore (per informare il conducente di dover cambiare marcia), un sincronizzatore per il cambio, sospensioni a ruote motrici indipendenti (per Fiat 130 e Fiat Dino). Cordiano fu anche direttore del progetto di sviluppo della 130: X1/3.
Più avanti nella sua carriera, Cordiano contribuì alla fondazione dell'Istituto I.DE.A nel 1978, su iniziativa di Franco Mantegazza, che era stato formato da lui.

### Vita privata
Cordiano era sposato e aveva un figlio. Non era il tipico regista. Nonostante la sua posizione elevata, manteneva un atteggiamento autocritico e non si considerava un "capo". I suoi interessi, al di fuori dell'ingegneria, erano il collezionismo di scatole di tabacco da fiuto, lo studio dei dipinti del XVIII secolo e la lettura di belle lettere e romanzi polizieschi.